# Mulher Brasileira em Primeiro Lugar 1982
Mulher Brasileira em Primeiro Lugar 1982 foi a 2ª edição da realização de um concurso específico para a escolha da representante brasileira ao Miss Mundo e a 1ª edição de realização de um concurso específico para a eleição da mais bela brasileira em busca do título de Miss Beleza Internacional. O certame ocorreu em setembro de 1982 com transmissão ao vivo dentro do programa de Flávio Cavalcanti chamado "Boa Noite Brasil" da Rede Bandeirantes. Paulo Max, licenciado dos concursos no Brasil, apresentou a cerimônia ao lado de Flávio, que teve como campeã a representante do Paraná, Mônica Januzzi.

## Resultados

### Colocações
| Posição                                             | Estado e Candidata |
| --------------------------------------------------- | --- |
| Vencedoras                                          | - TV Tropical - Mônica Januzzi |
| Vencedoras                                          | - TV Atalaia - Carmen Júlia Rando |
| (TOP 10) Semifinalistas (Em Ordem de Classificação) | - TV Bandeirantes Rio Grande do Sul - Crislaine Indruweit - TV Bandeirantes Rio de Janeiro - Kenny Neoob - TV Bandeirantes Bahia - Rosane Miessa - TV Eldorado - Carina Palatinik - TV Jornal do Commercio - Louseane Campos - TV Paraná - Frida Reis - TV Ribamar - Márcia Oliveira - TV Tarobá - Rita Trinca |

     Candidata anunciada como a representante do Brasil no Miss Mundo.
     Candidata anunciada como a representante do Brasil no Miss Beleza Internacional.

### Prêmios especiais
Foi distribuído o seguinte prêmio especial este ano:
| Prêmio       | Estado e Candidata              |
| ------------ | ------------------------------- |
| Miss Amizade | - TV Amazonas - Kanan de França |

## Jurados
| Ajudaram a escolher a vencedora: 1. Nair Bello, atriz; 2. Gil Ferreira, artista; 3. Sílvia Kill, empresária; 4. José Victor Oliva, empresário; 5. Hércules Pitanguy, cirurgião plástico; 6. Ronnie Von, apresentador, cantor e ator; 7. Lenita Miranda de Figueiredo, jornalista e escritora; 8. Alik Kostakis, jornalista e apresentadora; 9. Baby Garroux, artista plástica; 10. Chiquinho Scarpa, socialite; 11. Renato Barbosa, cantor; 12. Solange Couto, atriz. | Ajudaram a escolher as semifinalistas: 1. Silvana Fabi, cantora; 2. Chiquinho Scarpa, socialite; 3. Armando Marques, árbitro de futebol; 4. Amaury Jr., jornalista, apresentador e escritor; 5. Marisa Urban, modelo, cantora, apresentadora e atriz; 6. José Messias, compositor, cantor, escritor e radialista; 7. Helô Pinheiro, modelo, empresária e apresentadora; 8. Alik Kostakis, jornalista e apresentadora; 9. Souto Maior, jurista e professor; 10. Maria Luiza, do Brasilton Hotel; 11. Baby Guinle, empresário; |

## Candidatas
Disputaram o título este ano:
| - TV Amazonas - Kanan de França - TV Bandeirantes Bahia - Mara Rosane Gomes Miessa - TV Cidade - Ana Lúcia Godói - TV Brasil Central - Wanger Macêdo Camargo - TV Ribamar - Márcia Helena de Oliveira - TV Bandeirantes Minas - Eliana Urias - TV Guajará - Maria Fernanda de Oliveira Olmoz - TV Tropical - Mônica Januzzi - TV Paraná - Frida de Souza Reis | - TV Tarobá - Rita de Cássia Trinca - TV Esplanada - Vivian Moraes Serrano - TV Jornal do Commercio - Louseane Oliveira Campos - TV Bandeirantes Rio de Janeiro - Kenny Neoob de Carvalho Castro - TV Bandeirantes Rio Grande do Sul - Crislaine Iara Indruweit - TV Eldorado - Carina Palatinik - TV Bandeirantes São Paulo - Kátia Kriesten Milani - TV Atalaia - Carmen Júlia Rando |

## Histórico

### Estados ausentes

#### (Não possuíam emissoras daBandna época)
- Acre

- Alagoas

- Amapá

- Distrito Federal

- Espírito Santo

- Mato Grosso

- Mato Grosso do Sul

- Paraíba

- Piauí

- Rio Grande do Norte

- Rondônia

- Roraima